# Mims (raper)
Mims lub MIMS, właśc. Shawn Mims (ur. 22 marca 1981 w Nowym Jorku) – amerykański raper jamajskiego pochodzenia. Swoją karierę zaczął od współpracy z innym raperem z dzielnicy Harlem, Cam’ron, później został odkryty przez producentów w Kanadzie. Wydał 2 solowe albumy Music Is My Savior oraz Giult. Obecnie pracuje nad wydaniem trzeciego.

## Dyskografia

### Albumy
- Music Is My Savior (2007)
- Guilt (2009)
- Open [BARS] EP[3] (2011)

### Single
- This Is Why I’m Hot (2007)
- Like This (ft. Rasheeda) (2007)
- Move (If You Wanna) (2008)
- Love Rollercoaster (ft. LeToya Luckett) (2009)
- The City (ft. Jovi Rockwell) (2010)